# Trận chiến của những thiên thần
Trận chiến của những thiên thần (Songkram Nangfah - Battle of Angels) là một bộ phim truyền hình Thái Lan dài 34 tập, khởi chiếu vào năm 2008. Nội dung phim dựa trên câu chuyện về một nữ tiếp viên hàng không.

## Nội dung
Câu chuyện nói về nữ tiếp viên hàng không xinh đẹp tên Rin. Cô yêu In, một phi công dạn dày kinh nghiệm nhưng khi khám phá ra rằng In đã có vợ con, cô quyết định rời xa dù lòng ngập tràn đau khổ. Rồi Rin gặp Ning, anh chàng luôn tỏ ra tận tình chăm sóc và thương yêu. Rin đồng ý kết hôn với Ning mà không biết rằng thực ra Ning là một con người lăng nhăng, đã từng li dị và không hề chung thủy.
Một ngày kia, Rin biết được sự thật về chồng mình. Cô cho Ning một cơ hội. Tuy nhiên, Ning không những hồi tâm biến đổi mà lại vẫn tiếp tục tán tỉnh những cô gái xung quanh và còn tán tỉnh cả đồng nghiệp của Rin. Trái tim lại một lần nữa tan vỡ, Rin quyết định li dị và sống cuộc sống của chính mình…
Dựa trên câu chuyện có thật về một nữ tiếp viên hàng không, bộ phim truyền hình "Trận chiến của những Thiên Thần" một lần nữa chứng tỏ phụ nữ thường rất khoan dung, độ lượng nhưng cũng sẵn sàng dứt bỏ mọi thứ để tìm kiếm tình yêu đích thực cho mình.

## Diễn viên
- Saharat Sangkapreecha vai In
- Nawat Kulrattanarak vai Ning
- Namthip Jongrachatawiboon vai Maneerin (Rin) Yuthayothin
- Nithichai Yotamornsunthorn vai Narabbadi "Nui" Amarin
- Panward Hemanee vai Cherry
- Apissada Kreurkongka vai Noi
- Mayurin Pongpudpunth vai Chim (vợ In)
- Pattra Apirathkul vai Kip
- Waraporn Nguithrakul vai Chit
- Passorn Boonyakiart vai mẹ Nỉn & Noi
- Rossarin Jantra vai mẹ Rin
- Woranan Chantharatsami vai Neng - vợ chưa cưới của Nui
- Apichat HaLamjiek vai Bố Nui
- Thitinan Suwannasak vai Bác sĩ Mark (người tình đồng tính của Nui)

## Phản hồi
Phim dựa trên một câu chuyện có thật được chia sẻ trên mạng xã hội, và sau đó được mua để làm phim. Dù vướng phải sự tranh cãi của các tiếp viên hàng không Thái Lan vì được cho rằng ảnh hưởng đến hình tượng của họ, thì bộ phim vẫn gây sốt khán giả xem truyền hình và đạt được nhiều giải thưởng lớn. Không thể phủ nhận về mức độ đầu tư lớn từ phía nhà sản xuất, quy tụ dàn diễn viên tuyển chọn toàn "trai xinh gái đẹp" trong trang phục của những tiếp viên hàng không và phần nội dung cực kì chân thực.

## Ca khúc nhạc phim
- ผู้หญิงอ่อนแอ / Poo Ying Aun Ae (Thitinan Suksom / Nooknick The Star)
- พรุ่งนี้ / Proong Nee (Maleewan Jemena)